# جیمز آلن (دانشمند رایانه)
جیمز آلن (به انگلیسی: James Allan) رئیس دانشکده و استاد علوم رایانه در دانشگاه ماساچوست آمهرست است و به‌خاطر تحقیقات و مشارکت‌هایش در حوزه بازیابی اطلاعات‌ ACM در سال ۲۰۲۰ انتخاب شد. تحقیقات او بیش از ۲۰۰۰۰ بار (آوریل ۲۰۲۱) ذکر شده است. در سال ۲۰۱۹، جیمز آلن برای مدت دو سال به عنوان خزانه‌دار انجمن تحقیقات محاسباتی انتخاب شد. 